# A Royal Night Out
A Royal Night Out is een Britse film uit 2015 onder regie van Julian Jarrold.

## Verhaal
V-dag, 8 mei 1945 en de wereld viert het einde van de Tweede Wereldoorlog. De prinsessen Margaret en Elisabeth krijgen van hun vader koning George VI de toelating om mee te vieren in Londen, ondanks het protest van hun moeder, koningin Elizabeth. De koning wil graag de mening van het volk kennen over hem en zijn middernachtspeech. De prinsessen moeten zich incognito in de menigte begeven, krijgen elk een chaperonne en legerofficier aan hun zijde en dienen om 1 uur stipt terug in Buckingham Palace te zijn. Margaret weet als eerste haar gezelschap te ontvluchten, even later gevolgd door Elizabeth. De prinsessen geraken gescheiden, Margaret geraakt bevriend met een marineofficier en Elizabeth trekt op met een vliegenier. Margaret komt in een wereld van nachtclubs, gokken en drank terecht terwijl Elizabeth op zoek is naar haar zus. Uiteindelijk komen ze tegen de afspraken in, pas in de vroege uurtjes terug thuis.

## Rolverdeling
| Acteur            | Personage          |
| ----------------- | ------------------ |
| Sarah Gadon       | Prinses Elizabeth  |
| Bel Powley        | Prinses Margaret   |
| Emily Watson      | Koningin Elizabeth |
| Rupert Everett    | Koning George VI   |
| Jack Reynor       | Jack               |
| Roger Allam       | Stan               |
| Ruth Sheen        | Jack’s moeder      |
| Jack Laskey       | Kapitein Pryce     |
| John Neville      | Spiv               |
| Samantha Baines   | Mary               |
| Sophia Di Martino | Phoebe             |

## Productie
De film ontving overwegend goede kritieken van de filmcritici met een score van 76% op Rotten Tomatoes.
In werkelijkheid gingen de prinsessen Margaret en Elisabeth uit op 8 mei 1945 in een groep van 16 waaronder hun kinderjuffrouw, enkele leeftijdgenoten en militaire bewaking en waren ze om stipt 1 uur terug in Buckingham Palace.